# Planches
Planches é uma comuna francesa na região administrativa da Normandia, no departamento Orne. Estende-se por uma área de 12,8 km². Em 2010 a comuna tinha 190 habitantes (densidade: 14,8 hab./km²).